# Pinnye
Pinnye is een plaats (község) en gemeente in het Hongaarse comitaat Győr-Moson-Sopron. Pinnye telt 321 inwoners (2015).

## Afbeeldingen

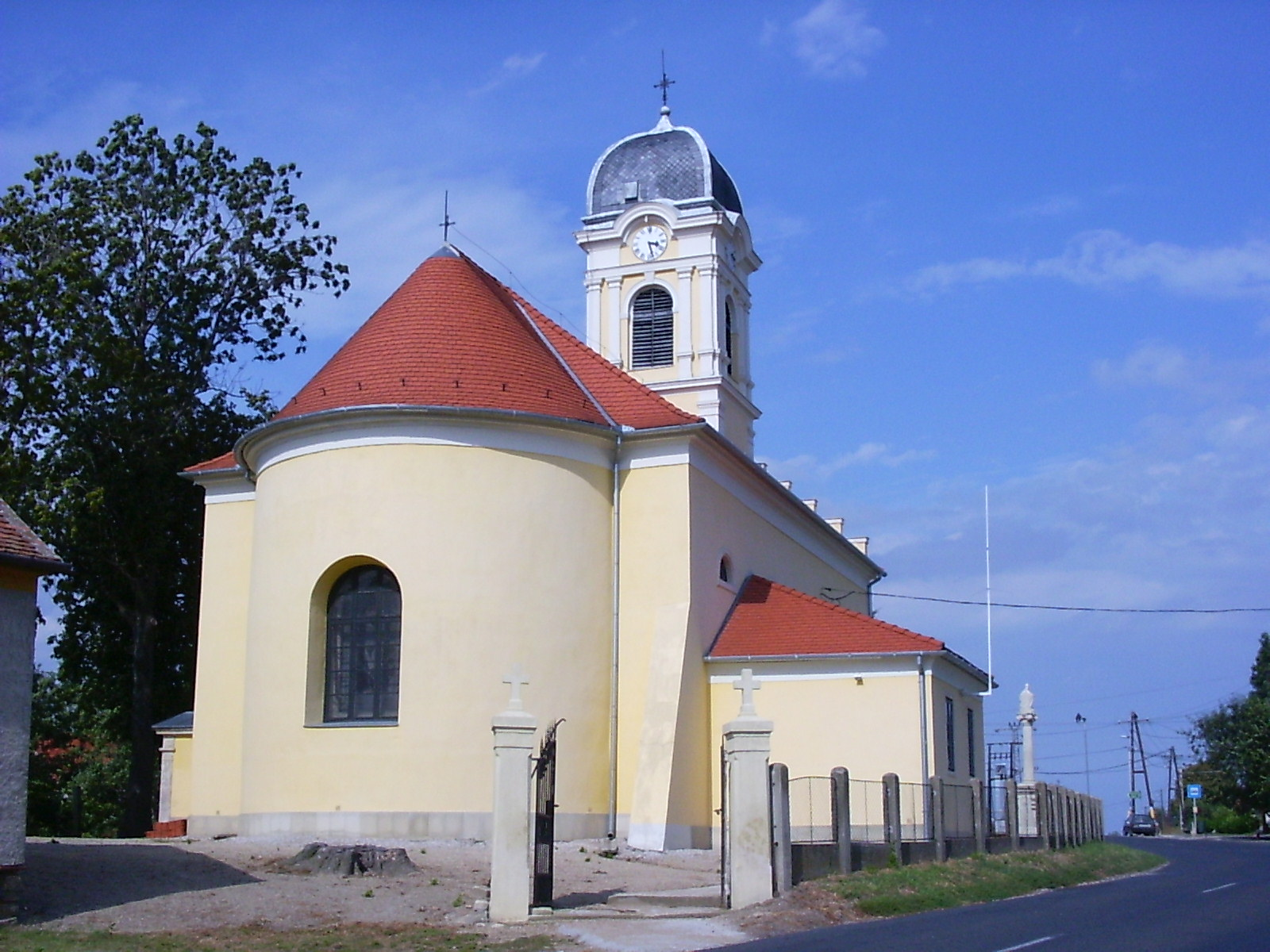
Katholieke kerk
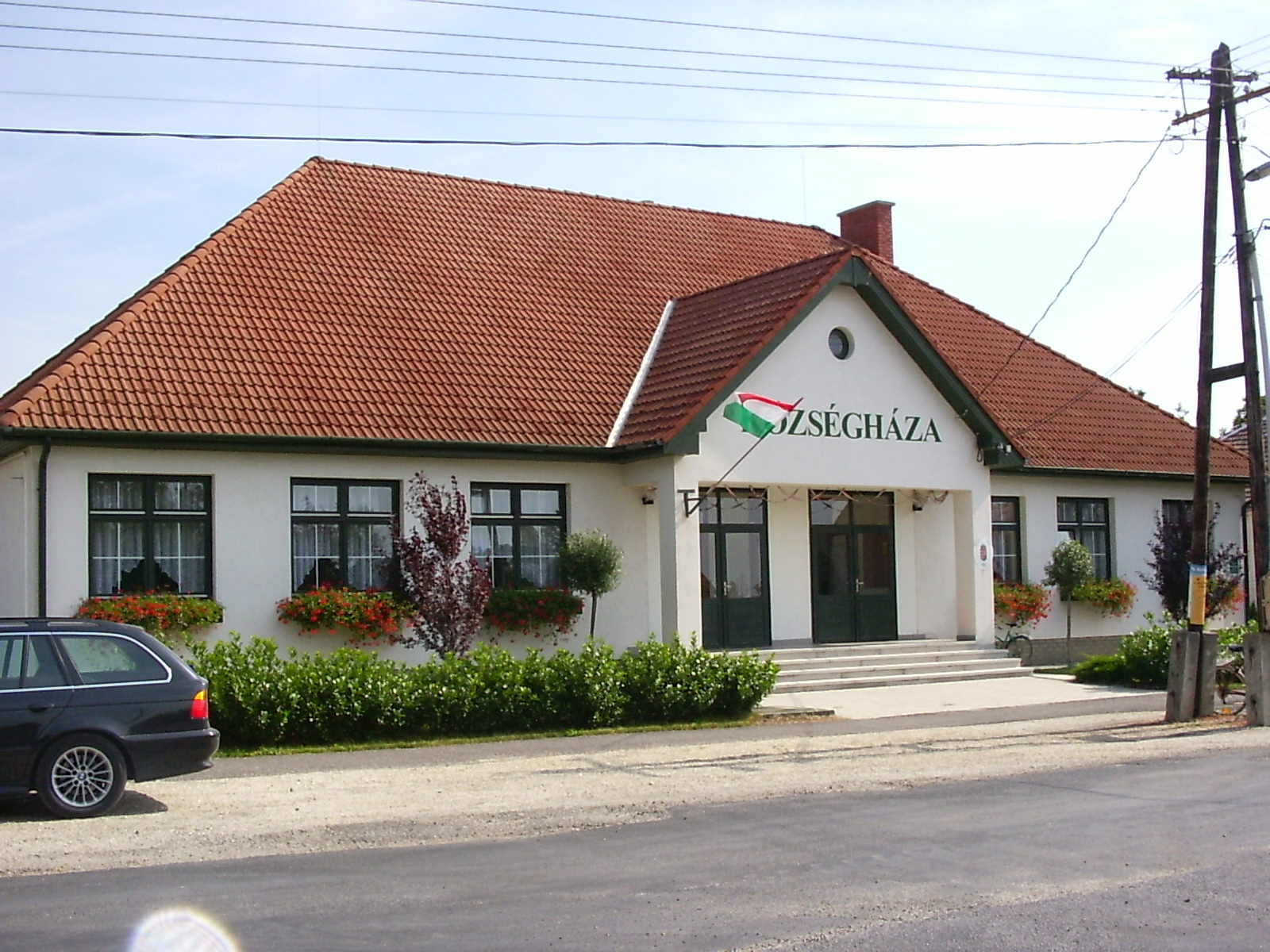
Het gemeentehuis
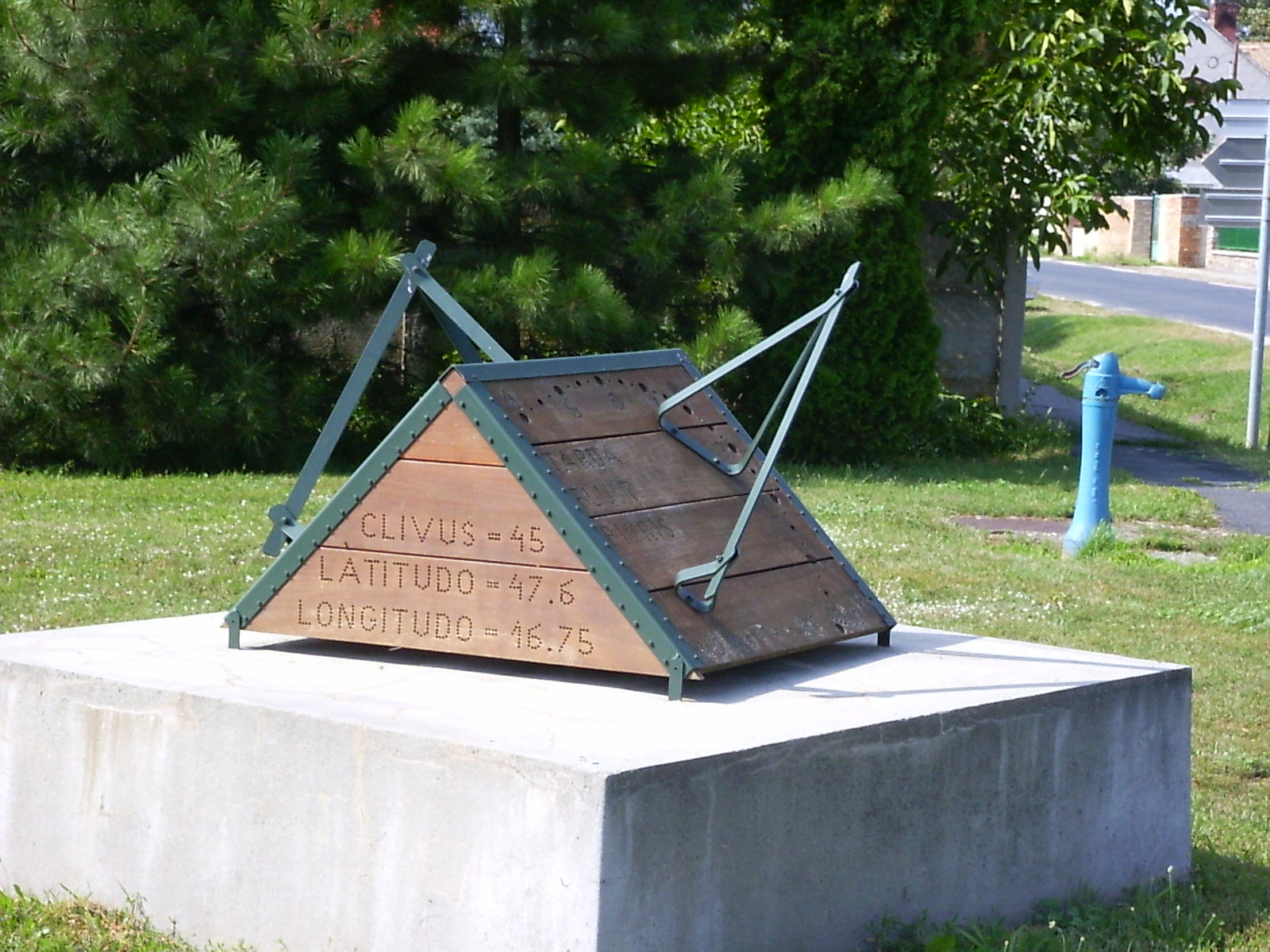
Zonnewijzer